# 鸳鸯针
《鸳鸯针》全称《拾珥楼新镌绣像小说鸳鸯针》，原刻本误“拾珥楼”为“抬珥楼”。题“华阳散人编辑、蚓天居士批阅”，卷首有序，后署“独醒道人漫识于蚓天斋”。残存第一卷。另有《拾珥楼新镌绣像小说一枕奇》二卷，其第一卷与《鸳鸯针》所存之一卷同；《拾珥楼新镌绣像小说双剑雪》二卷。编辑及批阅署名同《鸳鸯针》。孙楷第先生指出：三书实为一书。
华阳散人为吴拱宸别号，明之遗民，明末清初小说家。
本书塑造了明代科举制度下几种不同类型的儒生形象，揭露科举制度的弊端，真实地反映了晚明的社会现实。
本书比《儒林外史》早一个世纪，在明清小说史上占有一定地位。